# John Tomac

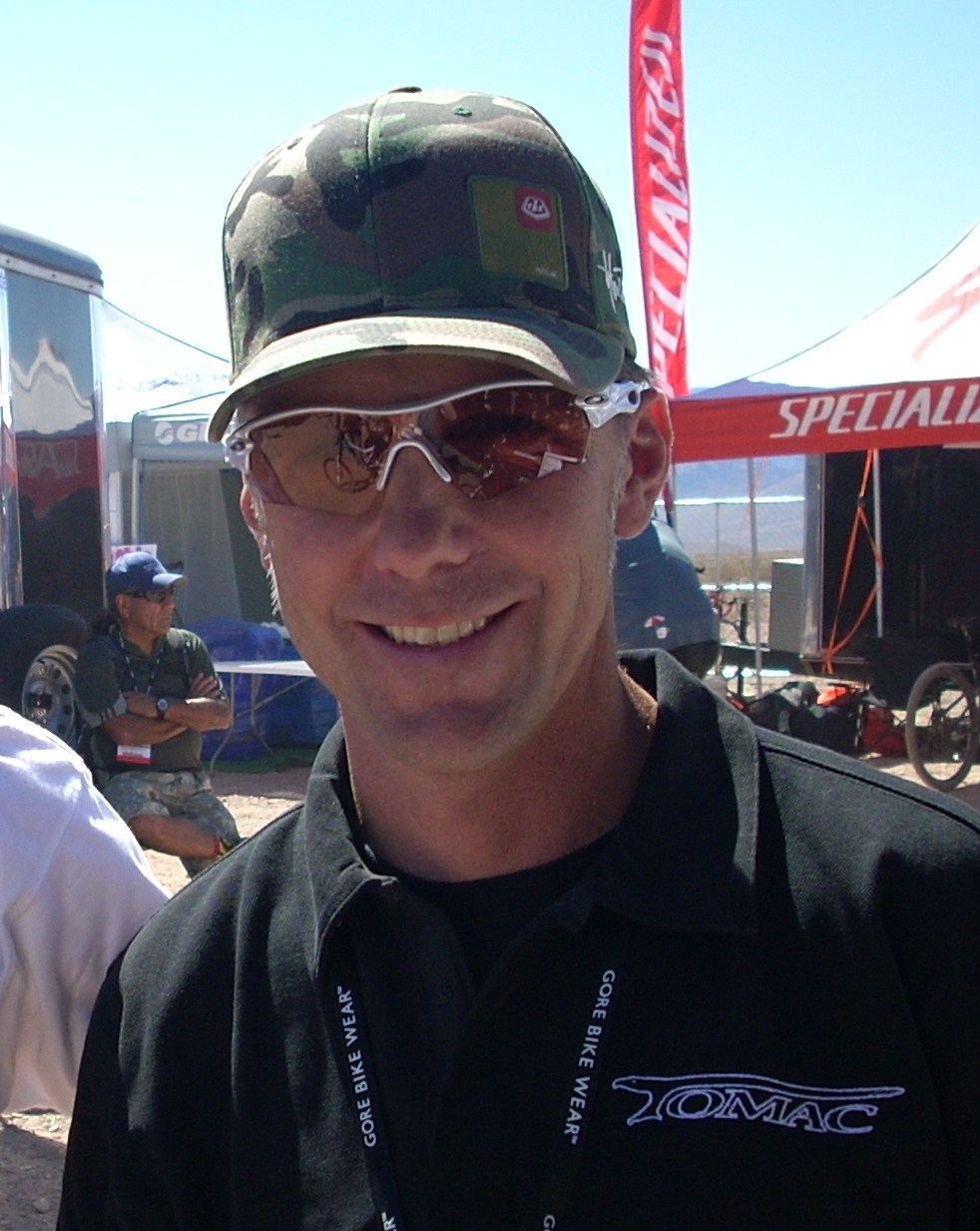
John Tomac

John Tomac (Owosso, 3 november 1967) is een voormalig Amerikaans mountainbiker. Hij werd als tweede Amerikaan wereldkampioen mountainbike cross country in 1991.
John Tomac richtte in 1999 zijn eigen fietsmerk op. Dit deed hij samen met Doug Bradbury. Tomac testte zelf zijn fietsen en won met zijn fietsen in 2004 en 2005 de Kamikaze Downhill wedstrijd.
Zijn zoon Eli is een professioneel een meervoudig kampioen motor- en supercross.

## Erelijst
1984
- 1e in Amerikaans kampioenschap, BMX

1987
- 2e in Amerikaans kampioenschap, Mountainbike

1988
- 3e in Eindklassement Mammoth Classic

1989
- 1e in  Wereldkampioenschap, Mountainbike
- 1e in 1e etappe United Texas Tour

1991
- 2e in Thrift Drug Classic
- 2e in Wereldkampioenschap, Downhill
- 1e in  Wereldkampioenschap, Mountainbike
- 1e WB-wedstrijd in Manosque, Mountainbike
- 2e WB-wedstrijd in Mammoth Lakes, Mountainbike
- 1e WB-wedstrijd in Berlijn, Mountainbike
- 1e WB-eindklassement

1992
- 1e WB-wedstrijd in Houffalize, Mountainbike
- 1e WB-wedstrijd in Klosters, Mountainbike
- 2e WB-wedstrijd in Mont Sainte-Anne, Mountainbike
- 2e WB-wedstrijd in Landgraaf, Mountainbike
- 2e WB-wedstrijd in Strathpeffer, Mountainbike
- 2e WB-wedstrijd in Mount Snow, Mountainbike
- 2e WB-wedstrijd in Mammoth Lakes, Mountainbike

1993
- 3e WB-wedstrijd in Houffalize, Mountainbike
- 3e WB-wedstrijd in Mammoth Lakes, Mountainbike
- 3e WB-wedstrijd in Hunter Mountain, Downhill
- 3e WB-wedstrijd in Kaprun, Downhill
- 3e WB-wedstrijd in Plymouth, Mountainbike
- 3e WB-wedstrijd in Berlijn, Mountainbike

1994
- 1e WB-wedstrijd in Madrid, Mountainbike
- 2e WB-wedstrijd in Elba, Mountainbike
- 2e WB-wedstrijd in Mammoth Lakes, Downhill

1996
- 1e WB-wedstrijd in Oahu, Downhill

1997
- 1e in 3e etappe Cactus Cup, Mountainbike
- 1e in Eindklassement Cactus Cup, Mountainbike
- 2e in Wereldkampioenschap, Downhill
- 2e WB-wedstrijd in Panticosa, Downhill
- 2e WB-wedstrijd in Mount Snow, Downhill
- 2e WB-wedstrijd in Park City, Downhill

## Resultaten in voornaamste wedstrijden
| Jaar | Gent-Wevelgem | Ronde van Vlaanderen | Parijs-Roubaix |
| ---- | ------------- | -------------------- | -------------- |
| 1990 | 20e           | 99e                  | 92e            |
| 1991 | 55e           |                      |                |

Wielerploegen van John Tomac
Alvis · Anderson · Andreu · Bauer · Bishop · Carter · Dahlberg · Hampsten · Harper · Kiefel · Lauritzen · McKinley · Roll · Tomac · Walton · Yates · Zimmermann